# .nato
 .nato er et tidligere generisk topdomæne, der blev ønsket af NATO, da de ikke mente, at nogen af de eksisterende domænenavne reflekterede deres status. Da det generiske topdomæne .int blev oprettet flyttede NATO til nato.int i stedet.
Domænet blev oprettet sidst i 1980'erne og nedlagt i 1996
| Generiske topdomæner | Spire Denne artikel om generiske topdomæner er en spire som bør udbygges. Du er velkommen til at hjælpe Wikipedia ved at udvide den. |